# Lidija Šumah
Lidija Šumah, slovenska filozofinja.
Lidija Šumah je študirala filozofijo na Filozofski fakulteti Univerze v Ljubljani. Diplomirala je leta 2003 pod mentorstvom Mladena Dolarja z diplomsko nalogo Struktura ljubosumja in njegova funkcija pri konstituciji družbenega. Doktorirala je leta 2013 pod mentorstvom Alenke Zupančič z disertacijo Afekt v filozofiji in psihoanalizi.
Od leta 2014 je kot raziskovalka zaposlena na Oddelku za filozofijo Filozofske fakultete Univerze v Ljubljani. V letih 2016-2020 je kot gostujoča podoktorska raziskovalka gostovala pri Ericu L. Santnerju na Oddelku za germanske študije Univerze v Chicagu.
Lidija Šumah je avtorica člankov, deluje tudi kot urednica in prevajalka pri založbah Društvo za teoretsko psihoanalizo, Studia humanitatis, Cankarjeva založba, ZRC SAZU in Društvo za kulturološke raziskave. Je članica uredniškega odbora revije Problemi, prevedla je številna dela Slavoja Žižka.